# Lower Shoal Harbour River
De Lower Shoal Harbour River is een rivier in de Canadese provincie Newfoundland en Labrador. De rivier is 9,5 km lang en bevindt zich in het zuidoosten van het eiland Newfoundland.

## Verloop
De Lower Shoal Harbour River ligt van bron tot monding op het uitgestrekte grondgebied van de gemeente Clarenville. Hij begint als uitstroom van de Bear Pond, een meertje in het afgelegen zuidwesten van de gemeente op zo'n 225 m boven zeeniveau.
De rivier stroomt eerst ruim 4 km grotendeels in oostelijke richting. Al doende stroomt hij doorheen twee andere meren, namelijk de Square Pond en de Club Pond. Daarna draait hij naar het noordoosten toe en komt hij in een uitgesproken dal te liggen. Uiteindelijk stroomt hij onderdoor de Trans-Canada Highway (NL-1). Vanaf dat punt gaat hij doorheen Clarenville South, de zuidelijke buurt van Clarenville.
Zo'n 600 meter vóór de monding wordt de rivier aangevuld door de Dark Hole Brook. Onmiddellijk daarna draait de Lower Shoal Harbour River naar het oosten toe, om uiteindelijk uit te monden in de Lower Shoal Harbour. Dat is een kleine natuurlijke haven van de Northwest Arm, de zeearm waaraan Clarenville is gelegen. Vlak voor de monding ligt nog een kleine waterval.

## Faciliteiten
De rechteroever van de Lower Shoal Harbour River is in Clarenville South grotendeels ingenomen door het Elizabeth Swan Park, het belangrijkste park in de gemeente. Vanuit het park vertrekt ook de Rotary Trail, een wandelroute die grotendeels de oevers van de rivier volgt en deze ook overbrugt nabij de monding van de Dark Hole Brook.

## Vissen
In de Lower Shoal Harbour River komen regenboogforellen voor. Deze soort mag in de rivier ook bevist worden.